# Superbolid nad Hrvatskom 2020.
Superbolid nad Hrvatskom, superbolid koji je eksplodirao nad Hrvatskom u 10:31 28. veljače 2020. godine.
U atmosferu je ušao negdje kod Ogulina i padao je k Zagrebu.
Eksplodirao je oko 10:30 – 10:31. Vidio se snažan bljesak. Zatim se u Zagrebu oko 10:34 čula detonacija slična grmljavini koja je potrajala petnaestak sekunda. Eksplozija se također čula u većini gradova zapadne i sjeverne Hrvatske, a ponegdje su se tresli prozori. Nije bilo materijalne štete. Eksploziju su vidjeli velikog dijela Hrvatske, od Istre, Dalmacije, Zagreba... Hrvatski astronomski savez uskoro je objavio da se radi o meteoru koji je eksplodirao na 30-ak kilometara visine.
Pojava superbolida nad Hrvatskom je rijetka i događa se svakih desetak godina. Još rjeđa je pojava toliko brzog superbolida. Naknadnim mjerenjima i proučavanjima snimaka ustanovljeno je da je bio znatno brži nego su astronomi očekivali. Eksplozija koja je proizvela silan zvuk i seizmičke zapise bila toliko jaka da je uništila objekt. Sljedećih dana lagano je prema zemlji padalo 20-30 kg prašine koja je nastala u ekploziji.
U potragu se bio uključio i HGSS.